# Боскета (Мантова)
Боскета је насеље у Италији у округу Мантова, региону Ломбардија.
Према процени из 2011. у насељу је живело 8 становника. Насеље се налази на надморској висини од 11 м.